# 兵庫府民
兵庫府民（ひょうごふみん）とは、兵庫県に住み大阪府に通勤する人を指す用語。阪神北地域や、北摂とされる都市関連の新聞記事やウェブサイト等で使用された例が幾つか存在する。大阪府からの転入者が多いことを理由に住民を兵庫府民と呼ぶこともある。
| 兵庫県の市町村           | 割合  |
| ------------------------ | ----- |
| 川西市                   | 39.0% |
| 猪名川町                 | 32.6% |
| 宝塚市                   | 30.4% |
| 芦屋市                   | 29.1% |
| 尼崎市                   | 28.1% |
| 西宮市                   | 28.0% |
| 伊丹市                   | 23.8% |
| 三田市                   | 16.7% |
| 神戸市                   | 9.5%  |
| 明石市                   | 5.9%  |
| 篠山市（現：丹波篠山市） | 5.2%  |